# The Infernal Devices
The Infernal Devices är en fantasytrilogi, ungdomsböcker, skriven av Cassandra Clare, som gavs ut mellan 2010 och 2013. Serien handlar om en grupp personer som kallas skuggjägare som introducerades i hennes första serie The Mortal Instruments. Denna serie utspelar sig 130 år innan The Mortal Instruments i det viktorianska England, tio år efter att fredsavtalen mellan skuggjägare och nedomvärldare (vampyrer, älvor, varulvar och besvärjare) undertecknades. Den första boken i Infernal Devices heter Clockwork Angel och inleds med berättelsen om Tessa, en föräldralös tonårsflicka som söker efter sin försvunna bror och som samtidigt söker efter sin sanna identitet.

## Böcker
| Nr | Originaltitel      | Utgiven         |
| -- | ------------------ | --------------- |
| 1  | Clockwork Angel    | 31 augusti 2010 |
| 2  | Clockwork Prince   | 6 december 2011 |
| 3  | Clockwork Princess | 19 mars 2013    |

## Handling

### Clockwork Angel
När sextonåriga Tessa Gray korsar oceanen för att hitta sin bror, är hennes destination England, tiden då drottning Victoria regerar, väntar något skrämmande på henne i Londons undervärld där vampyrer, trollkarlar och andra övernaturliga folk går längs gatorna. Kan endast Skuggjägare, krigare tillägnade att befria världen från demoner, upprätthålla ordningen mitt i kaoset.
Kidnappad av de mystiska systrarna Dark, som är medlemmar av en hemlig organisation som kallas Pandemonium Club, lär sig Tessa snart att hon själv tillhör undervärlden för hon har en sällsynt förmåga: makten att förändra sig själv, efter behag, till en annan person. Den mystiska Magistern, som driver Pandemonium Club, kommer inte stanna för något för att kräva Tessas kraft för sin egen.
Utan vänner och jagad, tar Tessa skydd hos de Skuggjägare som finns på institutet i London, som svär att hitta hennes bror om hon använder sin kraft för att hjälpa dem. Hon finner snart sig själv fascinerad av - och slits mellan - de två bästa vännerna: James, vars ömtåliga skönhet döljer en dödlig hemlighet, och blåögda Will, vars kvickhet och instabila humör håller alla i sitt liv på armlängds avstånd... alla, det är, förutom Tessa. När deras sökande drar dem djupt in i hjärtat av en svårbegriplig komplott som hotar att förstöra skuggjägarna inser Tessa att hon kan behöva välja mellan att rädda sin bror och hjälpa sina nya vänner rädda världen... och att kärleken kan vara mest farlig av alla.

### Clockwork Prince
I den magiska underjorden av det viktorianska London, har Tessa Gray äntligen funnit säkerhet hos de skuggjägare på institutet i London. Men säkerheten visar sig bli osäker när falska styrkor i Klaven försöker att se till att hennes beskyddare, Charlotte, ersätts som chef för institutet. Om Charlotte förlorar sin position, hamnar Tessa ute på gatan, och ett lätt byte för den mystiska Magistern, som vill använda Tessas krafter för sina egna mörka syften.
Med hjälp av den stilige, självdestruktiva Will och den hårt hängivna Jem, upptäcker Tessa att Magisterns krig mot skuggjägare är personlig. Han skyller på dem för en gammal tragedi som splittrade hans liv. För att reda ut hemligheterna i det förflutna, reser trion från dimhöljda Yorkshire till en herrgård som innehåller otaliga fasor, från slummen i London till en förtrollad balsal där Tessa upptäcker att sanningen om hennes härkomst är mer olycksbådande än hon hade föreställt sig. När de möter en urverksdemon som bär en varning till Will, inser de att Magistern själv vet om deras varje rörelse och att en av deras egna har förrått dem.
Tessa finner att hennes hjärta dras mer och mer till Jem, men hennes längtan efter Will, trots hans mörka humör, fortsätter att förvirra henne. Men något håller på att förändras i Will - muren han har byggt runt själv håller på att smulas sönder. Kan man genom att hitta Magistern fria Will från hans hemligheter och ge Tessa svaren om vem hon är och vad hon föddes att göra?
När deras farliga sökande efter Magistern och sanningen leder dem i fara, lär sig Tessa att när kärlek och lögner blandas, kan de skada även den renaste hjärtat.

### Clockwork Princess
Ett nät av skuggor börjar dra åt kring de shadowhunters som bor på London Institute. Mortmain planerar att använda sina Infernal Devices, en armé av skoningslösa automater, för att förstöra alla skuggjägare. Han behöver bara en sista sak för att kunna slutföra sin plan: han behöver Tessa Gray. Charlotte Branwell, chef för London Institute, är desperat att hitta Mortmain innan han slår till. Men när Mortmain kidnappar Tessa, kommer Jem och Will att göra allt för att rädda henne, de pojkar som har hennes hjärta. För även om Tessa och Jem nu är förlovade, är Will lika mycket förälskad i henne som någonsin. När de som älskar Tessa samlar för att rädda henne från Mortmains grepp, inser Tessa att den enda person som kan rädda henne är hon själv. Men kan en enda tjej, även en som kan befalla kraften hos änglar, möta en hel armé?
Fara och svek, hemligheter och förtrollning, och trassliga trådar av kärlek och förlust flätas samman när shadowhunters världs hamnar på randen av förstörelse i den hisnande avslutningen på Infernal Devices trilogin.

## Karaktärer
- Theresa "Tessa" Gray: Sextonåriga Tessa har tillbringat de senaste tretton åren av sitt liv med sin kvävande, överbeskyddande moster efter hennes föräldrar dött i en vagnolycka. Hon lever nästan hela sitt liv i böcker, och drömmer om att ha den typ av äventyr de hjältinnor hon läser om göra - tills hon blir kallad från New York till London av sin bror, Nathaniel, efter att hennes faster dött bara för att upptäcka att han har försvunnit. Skuggjägare på institutet i London blir Tessas enda hopp om att hitta Nate, men deras mystiska värld av demoner och nedomvärladare rymmer många faror för henne, speciellt när hon inser att hon är en större del av det än hon hade trott. Tessa är lång, längre än de flesta pojkar, hon har lockigt mörkbrunt hår, och stora grå ögon. Många[vilka?] anser att hon är en nedomvärladre, specifikt en besvärgare, men hon bär ingen av de vanliga oegentligheter som de brukar ha. I Clockwork Prince lär vi oss av Jessamine, som under inflytande av det mortal svärdet, att hennes mor kan ha varit en skuggjägare och att hennes far varit en demon, men vi vet inte om detta är sant. I slutet av Clockwork Prince friar Jem till Tessa och hon säger ja. För dem som läser Mortal Instruments serien, gör Tessa ett kort framträdande i slutet av den tredje boken, City of Glass, och nämns också av Magnus i uppföljningen, City of Fallen Angels. Det antyds av Clare att  i epilogen i Clockwork Princess kommer vi att lära oss var Tessa är för närvarande i nutid, och vem som hon bor hos i the Mortal Instruments.
- William "Will" Owen Herondale: Sjuttonåriga Will är den sortens ung man som fina viktorianska flickor varnas för. Han dricker, spelar och har sällskap av damer i tveksam dygd, åtminstone, så länge som han tycker om någonting. Will hatar allt och alla, möjligen med undantag för Jem, och även det är ibland osäkert (detta är en anledning som senare upptäcks i Clockwork Prince). När han finner sig själv egendomligt dragen till Tessa, börjar hans vänner att hoppas att hon kommer att visa sig vara Wills osannolika räddning, men när Tessa kommer närmare den dystra hemlighet som gör hans liv ett fängelse, hotar fara att förstöra dem båda om hon får reda på sanningen. Han är ganska lång, ca sex fot, har svart hår, mörkblå ögon, och beskrivs som mycket söt och vacker. Vi lär oss i Clockwork Prince att han trodde att han var under en förbannelse av en demon, vilket är orsaken till att han är så oförskämd, sarkastisk och impulsiv mot de människor han älskar. Senare i boken får vi veta att förbannelsen är en bluff och Will har slösat bort fem år av sitt liv att dölja sina kärleksfulla känslor från andra. Han försöker visa Tessa att han älskar henne men får snart reda på att Tessa och Jem är förlovade. Han lämnas chockad kvar i slutet av boken på grund av både det faktum att Jem och Tessa är förlovade och att hans yngre syster, Cecily, kommer till institutet för att tränas till att bli en skuggjägare, vilket Will strider emot. Will är också släkt till Jace Lightwood (Herondale) från Mortal Instruments serien.
- James "Jem" Carstairs: Sjuttonåriga Jem föddes och växte upp i institutet i Shanghai, Kina, och är av kinesisk och brittisk härstamning. Jems föräldrar dödades av en demon som heter Yanluo (som inte kunde döda Jem innan fler skuggjägare kom och dödade henne) - men med ett fruktansvärt pris att betala: han måste nu att ta en drog som sakta dödar honom. Och även genom hjälp av Tyst Bröderna, är det omöjligt att sluta med drogen såvida han inte vill dö en snabbare död. Han flyttade till institutet i London kort efter döden av hans föräldrar vid en ålder av elva. Skör och silver-hårig verkar Jem vara en osannolik demon-jägare, men hans kunskaper och snabb intelligens gör honom till en värdig fiende. Han finner en själsfrände i Tessa som båda känner att de slits mellan två världar, då de varken tillhör helt till en eller den andra, vilket leder honom till att så småningom utveckla en stark kärlek för henne. Jem beskrivs som att ha blek hud, silvrigt hår och mandelformade silverfärgade ögon, men när han först kom till institutet i London, beskriver Charlotte honom att ha bläcksvart hår och matchande ögon. Han har varit kär i Tessa under ganska lång tid och i slutet av Clockwork Prince friar han till henne. Hon säger ja och de två är förlovade för att gifta sig. Han är också omedveten om Wills känslor för Tessa.
- Charlotte Branwell: Tjugotreåriga Charlotte driver hela London institutet med en kunnig hand. Vänlig och kärleksfull, gör hon sitt bästa för att ta hand om de föräldralösa shadowhunters som lever under hennes tak samtidigt som hon försöker att dölja sin ensamhet från sin tankspridda make som hon älskar. Det verkar som om det inte finns något Charlotte inte klarar av - fram till att Tessas sökande efter sin försvunne bror börjar avslöja ett nät av korruption och bedrägeri i Londons undervärld som hotar att slita Londons enklav av skuggjägare isär. Det finns referenser att hon en gång haft att göra med relativt svåra aggressions problem. I slutet av Clockwork Prince lär vi oss att Charlotte är gravid med sitt första barn, en pojke. Hon beskrivs med lockigt mörkt hår och bruna ögon. Man tror att hon är relaterad till Jocelyn och Clary Morgenstern från The Mortal Instruments eftersom både Charlotte och Jocelyns flicknamn var Fairchild.
- Henry Branwell: Tankspridd och briljant, tillbringar Henry sina vakna timmar i kryptan i institutet att uppfinna fantastiska maskiner och vapen. Tyvärr så fungerar inte lika många av Henrys uppfinningar som de som gör, och Henry är lika sannolikt att sätta eld på sig själv som han är att uppfinna något nytt och fantastiskt. När Tessa finner sig följd av en tyst skara mördare som visar sig vara automatiserade människor gjorda av urverks delar är det Henry som måste dekryptera hur de fungerar för att hitta det demoniska mekaniska geniet i hjärtat av den mest onda plan Londons övernaturliga värld någonsin har skådat. Han älskar verkligen Charlotte, trots vad hon kanske tror. Han beskrivs med lockigt ginger hår och matchande hassel-grönaktiga ögon.
- Jessamine "Jessie" Lovelace: Jessamines föräldrar var som med Wills, skuggjägare som lämnat Clave och världen av skuggjägare. När de dör i en brand blir hon föräldralös och lämnas att växa upp i institutet av Charlotte och Henry. Jessamine avskyr allt om att vara en skuggjägare, från utbildning till faran att det finns demoner, som hon anser vara illaluktande och motbjudande. Beväpnad med ett paraply vars kant är rakknivs vass och en lika skarp tunga, kan Jessamine vara farlig om hon vill. Hon har genomfört mycket lite av den obligatoriska skuggjägar utbildning. I Clockwork Prince, förråder Jessamine institutet med att berätta Nate, som berättar Mortmain, om vad institutet har gjort att hitta Mortmain. Det Mortal svärdet används på Jessamine och hon skickas till samma cell som Jace låstes in i City of Fallen Angels där hon är nu fängslad. Dessutom är det känt att hon var gift till Nate, Tessas äldre bror, men vi finner senare att detta är en lögn. Hon beskrivs som "en ficka av Venus" med lockigt blekt blont hår, choklad bruna ögon och blek hud.
- Magnus Bane: En vacker och mystisk och ganska flamboyant besvärgare, som anlitats av Klaven att hjälpa i deras strävan att avslöja sanningen bakom Nathaniel Grays försvinnande. Han är i ett förhållande med vampyren Camille Belcourt, men bryter upp med henne i Clockwork Prince när han får reda på att hon har varit otrogen mot honom med en vanlig människa. Han börjar senare att gå ut med Woolsey Scott, grundaren av Preator Lupus. Han är också en huvudperson i Mortal Instruments serien, som äger rum över ett sekel senare, som kärleksintresse för karaktären Alec Lightwood, som han förälskar sig.
- Axel Mortmain: Han är arbetsgivaren för Nathaniel Gray och Alexei de Quincey och leder sin fars företag för kugghjul och andra sådana produkter, vilket gör honom mycket rik. Han visar sig senare vara själva Magistern, trots att han är en vanlig människa. Han insisterar på att ha gjort Tessas födelse möjligt och hävdar att hon är hans "egendom".
- Sophie Collins: Institutets tjänsteflicka. Hon är en vanlig människa som har "synen" (detta innebär att hon kan se igenom trollglans.) Hon är i övre tonåren och har ett ärr längs sidan av hennes ansikte från en tidigare arbetsgivare. Sophie har inledningsvis känslor för Jem, men blir snart blir sliten om hennes känslor för Gideon Lightwood, med vilken hon ser ett förhållande är omöjligt för p.g.a. många orsaker, trots en uppenbar ömsesidig attraktion. Hon har mörkt hår och matchande mörka ögon.
- Gideon Lightwood: Den äldste sonen till Benedict Lightwood. Gideon reserverad och passiv, till skillnad från sin yngre bror Gabriel. Gideon förekommer först i Clockwork Prince efter att ha kallats tillbaka från institutet i Spanien för att hjälpa till att utbilda Sophie och Tessa. Gideon ogillar hans fars sätt att vara, som han medan i Spanien lärde han sig inte var normen för hur skuggjägare borde bete sig. Gideon är förälskad i Sophie. Han har sandblont hår och stormiga gröngrå ögon.
- Gabriel Lightwood: Gabriel är Benedict yngste son och Wills ärkerival. Han är tvungen att träna Tessa och Sophie till att vara en skuggjägare. Han är okunnig om det faktum att hans far inte beter sig på det sätt skuggjägare borde. Anledningen till att han hatar Will så mycket är att han generade både Gabriel och hans syster, Tatiana, genom att läsa Tatiana dagbok högt för stor grupp människor under en julfest och genom att bryta Gabriels arm i processen. Han har mörkbrunt hår och gröna ögon.
- Benedict Lightwood: En av de mer inflytelserika medlemmar av Klaven och är Gideon och Gabriels far. Han beblandar sig i olaglig verksamhet och har en förkärlek för nedomvärldare och kvinnliga demoner, han fick demon pox någon gång i sitt liv och passerade den sedan till sin fru. Liksom Nate arbetar han för Mortmain i hopp om att få ett botemedel för demon pox.
- Lady Camille Belcourt: En vacker och graciös vampyr. Hon har bleka blonda lockar och en lysande röd berlock runt sin hals. Hon hjälper Tessa och Will i deras ansträngningar att fånga de Quincey. Hon är i ett förhållande med besvärgare Magnus Bane och utvecklat en stark hat mot de Quincey efter att han brutalt mördade hennes varulvsälskare. Camille gör även ett framträdande i City of Fallen Angels.
- Woolsey Scott: En varulv som först introduceras i Clockwork Prince. Eftersom boken pågår finner vi snart att efter Magnus uppbrott med Camille är han nu med Woolsey. Woolsey är grundare av Praetor Lupus, samma grupp som Jordan Kyle från City of Fallen Angels är med i Mortal Instruments serien.
- Alexei de Quincey: En annan vampyr med blekt blont hår. Han låtsas att instämma med avtalen skuggjägarna har med nedomvärldana, men i verkligheten, avskyr dem. Han gillar inte att "samarbeta" med skuggjägarna, och som svar håller han fester och dödar människor för att håna de avtalen. Han är av misstag trott att vara som "Magistern" för en kort stund och är Nates andra arbetsgivare.
- Cecily Herondale: Wills fjorton-/ femtonåriga lillasyster, som först nämndes i Clockwork Angel av Will. I Clockwork Prince visas hon mer än en gång. Först när Will, Jem och Tessa är nära Ravenscar Manor så ser de att Cecily kommer ut en vagn och in i huset där Mortmain en gång bodde, Herondales bor nu där. Även i slutet då Cecily kommer till institutet i London och begär att få utbildas till skuggjägare. Will beskriver Cecily som en svår, sarkastisk tjej och Ragnor Fell beskriver Cecily som "ungefär som Will." Cecily är ganska lång, med mörkt svart hår, blek vit hud, röda läppar och violett-blå ögon.
- Ragnor Fell: En besvärgare som hjälper Charlotte att hålla koll på Herondale familjen. Han är också i Mortal Instruments serien men dör i City of Glass.